# I-153戰鬥機
波利卡波夫I-153戰鬥機海鷗為蘇聯I-15戰鬥機的改良型，包括改用手動式起落架取代了原先的固定式起落架以減少風阻。

## 簡介
於1934年服役的波利卡波夫伊-15對蘇聯空軍而言始終不受歡迎。雖然雙翼海鷗型機翼提供了良好的迴旋性，但由於生產技術的低劣以及速度劣於伊-16的結果使得評價始終不佳，但因為西班牙內戰的操作經驗使得雙翼機的開發出現了一絲迴光返照的跡象。
在西班牙內戰，各國對於單翼機的作戰方式尚未成型，傳統飛行學校所教導的空戰戰技仍是以一戰經驗為主，一戰戰鬥機的攻擊方式主要為纏鬥迴旋的方式擊毀對手，一擊脫離的戰術概念在1936年時仍待時間與經驗使其成熟；因此投入戰場的飛行員對於迴轉性優良伊-15的評價並不差，加上I-16對上CR.32戰鬥機的交換比不怎麼好，蘇聯空軍當時的戰力配置是以高速的I-16搭配靈活的I-15，採納前線經驗反饋等諸多意見下的蘇聯空軍要求波利卡波夫設計局進行改良型雙翼機的開發。
雖然I-15的改良型I-15bis（I-152）在1937年已經量產，但蘇聯設計局仍預計將新科技搭配在這台I-15改良型上。由工程師阿列克謝·雅·謝爾巴科夫（Aleksei Ya Shcherbakov）主導的團隊在保留原先機身設計下將前機身前段更換為由鉻鉬鋼結構包覆鋁合金蒙皮、後段仍維持紡織蒙皮結構，尾舵則為鋁合金骨架搭配紡織結構；換裝使用一級二速機械增壓器並增強出力的Shvetsov M-62發動機、以更高射速的ShKAS機槍汰換PV-1機槍、上翼以海鷗式主翼取代I-15的克拉克YH翼，下翼保留了I-15bis的克拉克YH翼、手搖式伸縮起落架（此項目為米高揚設計局創立者阿爾喬姆·米高揚所參予的第一項設計案）。
改良型稱為I-153（I-15,3rd version），設計於1937年完成，但是新引擎的開發無法跟上飛機製造進度，因此1938年8月試飛的一號原型機仍是用I-15所使用的M-25發動機；而更糟的是I-153原型機發現設計有許多瑕疵，測試時間大幅拉長，邊測邊改的狀態下一號原型機使用輸出功率750匹馬力之M-25V發動機測試結果最高時速424公里、最高升限8700公尺、5000公尺爬升6分鐘24秒，這種與I-15bis相等性能的結果讓所有人都非常失望，而波利卡波夫則寄望新引擎的換裝能讓飛機達到更好的性能，不過由於測試告一段落，但尚未測試新引擎的I-153在1938年就在蘇聯命令下進行量產，因此I-153在服役期間同時有兩種引擎款式，此點除了對後勤造成困擾以外，也對後來產生了災難性的影響。
1939年6月16日，裝備M-62引擎的I-153二號原型機進行首次試飛，並得到最高時速442公里、升限9800公尺的成績，雖然在極速上沒有太大改變，但高空效能有顯著改善，但並未達到驗收標準。原本設計局估計最高時速可以提升到462公里，但在測試途中發現飛機設計有著嚴重的結構問題，如果俯衝時速超過500公里以上機身將會解體，因此速度提升被強制中止；海鷗式機翼理論上雖然可以提升飛機性能，但駕駛員的視野卻受到主翼的阻擋。
儘管設計局提出了改良方案，但是I-153當時已經投入量產，以修改設計會拖延量產的理由蘇聯政府拒絕了日後所有的改良方案，對蘇聯政府來說I-153只是在新戰機投入服役前的墊檔機種，因此生產重於改良。但設計局並未放棄I-153的改良，甚至將2架I-153換裝更高出力的M-63引擎以求改善性能，但結果仍然失敗，I-15的原始設計已無法承擔更高性能，連帶使得I-153自量產起即告落伍。
除了設計的缺失以外，較不為人所知的是I-153在迴轉時的惡劣表現。I-153比I-16更容易進入尾旋狀態，而且更難以改出，因此故意進入尾旋狀態的行為遭到飛行單位的嚴格限制，直到後來才發展出一套回復操作程序，但大多數飛行員並沒有熟練這套程序需要的時間。
I-153於1938至1941年生產，共計生產3437架。

## 作戰記錄
由於量產較遲，I-153並未軍援西班牙共和政府，首次作戰則是由蘇聯空軍在1939年的諾門罕戰役與日本陸軍交戰。與日軍當時新型機九七式戰鬥機相比速度略低，迴旋性也不如九七戰，雖然駕駛座後部敷設8公厘厚的防彈裝甲，但油箱與駕駛艙間缺乏良好的防火設計，如果油箱起火駕駛艙也會迅速遭火焰吞噬，因此自I-153逃生的駕駛員常有嚴重燒傷問題；加上M-62引擎失敗的機械增壓器設計使得增壓器壽命僅有60到80小時，這些設計上的瑕疵更使得I-153無法承擔第一線作戰任務，到德蘇戰爭時雖然因新型機不足而勉強在第一線接戰，接戰方式則盡量避免與德機接觸，並用RS-82火箭彈在遠距離以亂槍打鳥的方式進行射擊並脫離戰場，但速度不足以及火箭命中率極低的因素I-153不但折損率高，也沒有任何飛行員駕駛I-153成為王牌飛行員。大多數的I-153在1943年後新型機充足下撤離前線戰場。
除了蘇聯以外，中華民國空軍也在1940年底接收了一批I-153並裝備了三個大隊。這批I-153為太平洋戰爭爆發前算是中國戰機中總和性能最優異的機種，但除了機械問題以外，I-153配發不久後即與日本海軍新式戰機零戰對戰，性能低落的I-153成為零戰的最佳餌食。空戰戰敗損失最大一役是1941年3月14日之成都雙流空戰，該役空軍第五大隊出動20架I-153、第三大隊出動11架I-153對抗12架零戰，結果是10架遭擊落、7架遭擊傷，飛官戰死8人，為17:0之沉重打擊。在接機不出3個月左右，中國空軍的I-153已折損過半，最後在1942年初各空軍大隊前往印度接收美援飛機後迅速解除戰備除役。

## 衍生型
雖然波利卡波夫試圖改善I-153但毫無結果，但設計局仍設法取得武備對I-153的武裝進行升級。包括了同軸機槍變更為2具TKB-150 12.7公厘同軸機槍(即後來的UB機槍)，另外大約有150架的I-153則是與I-16 Type29相同的設計；後期大約400架的I-153則更換金屬製下機翼以操作空用火箭，其他改良包括：
I-153BS
此版本是將原先四挺ShKAS機槍更換為2挺12.7（0.50英寸）公厘UB機槍，但因UB機槍產能吃緊(與I-16 type29 共用武裝緣故)，約150架I-153只裝配了1挺UB機槍，並保留四挺ShKAS機槍中的兩挺。
I-153DM
作為實驗，將I-153DM的機翼下安裝了汽油動力沖壓發動機。DM-2型發動機將最高時速提高了30公里，而更強力的DM-4型發動機則增加50公里的時速。共有74架I-153接受這種改裝。
I-153GK（I - 153V，Vysotnoi，意味高空）
高空版本，預計安裝加壓座艙，並未生產
I-153P（Pushechnyy，重砲構型）
將原先同軸機槍改裝2挺ShVAK機炮，火力增強抵消了增加的重量，但是射擊時的火藥暴風嚴重影響擋風玻璃視線，並非一種成功的設計
I-153Sh和USh
地面攻擊機改造版，在翼下莢艙內可安裝ShKAS機槍和2.5公斤的炸彈
I-153V-TKGK（Vysotnoi-TK Germetichyeskoi Kabine）
高空改造版，安裝了渦輪增壓器與加壓座艙，在1.03萬公尺狀態最高時速提高到每小時482公里，共有26架接受此改裝作為高空防禦用
I-153UD
後機身以木製結構製造，而非傳統的鋼管骨架蒙皮設計以節省金屬，但並沒有量產
I-153海軍型
主要由北方艦隊使用，蘇聯海軍將50架I-153改裝，配備了更大的油箱和可掛載副油箱的的機翼，作戰範圍大幅增加。
I-190
於1939年12月30日首飛的I-153最終版本，修改I-153缺失並換裝出力1100馬力的M-88V發動機，最高時速提高到488公里，但由於設計理念過時，原型機在1941年2月13日墜毀後便取消計畫，並未量產。
I-190GK（Germetichyeskoi Kabine）
以I-153V-TKGK理念設計的I-190，更換M-90發動機，裝設加壓座艙與TK-3渦輪增壓器，並未完成。

## 使用國家
苏联
 中華民國
於1940年末接收75架，在損失過大下1942年除役
 芬兰
接收21架,11架自德國購買,10架擄獲而得，芬蘭稱為IT-11或IT-31

## 外部連結
- 抗戰時期俄援戰機之I-152及I-153式戰鬥機
- 中國上空的紅色飛鷹（页面存档备份，存于）
- 蘇聯援華飛行隊（页面存档备份，存于）

1. ↑  .   [2021-03-14]. （原始内容存档于2022-03-29）.